# Winnipeg
Winnipeg je hlavním a největším městem kanadské prérijní provincie Manitoba a je prvotní municipalitou oblasti Winnipeg Capital Region s více než polovinou manitobské populace. Je umístěn poblíž poledníkového středu Severní Ameriky, na soutoku řek Red a Assiniboine (místo obecně známé jako The Forks).
Název „Winnipeg“ je odvozen z kríjského výrazu pro „kalné vody“. Winnipežský kraj byl obchodní křižovatkou indiánských kmenů již před příchodem Evropanů. První pevnost zde byla zbudována roku 1738 francouzskými obchodníky. První evropské osídlení bylo později založeno Selkirkovými osadníky v roce 1812. Jádro tohoto sídla bylo později začleněno do města Winnipeg v roce 1873. Během posledních let 19. století a začátku 20. století byl Winnipeg jedním z nejrychleji se rozvíjejících měst Severní Ameriky. Manitobská univerzita, založená během tohoto období, byla jednou z prvních univerzit v západní Kanadě.
Winnipeg má diverzifikovanou ekonomiku s finančním sektorem, zpracovatelským průmyslem, potravinářskou a pivovarnickou výrobou, maloobchodem, kulturou a turismem. Winnipeg je hlavní dopravní uzel, obsluhovaný Richardsonovým mezinárodním letištěm. Město má železniční spojení se Spojenými státy a východní a západní Kanadou třemi železničními tratěmi první třídy.
Winnipeg je sedmou největší municipalitou v Kanadě s počtem obyvatel 633 451 podle Canada 2006 Census. Městská metropolitní oblast Winnipeg, skládající se z města Winnipeg, deseti blízkých venkovských municipalit a indiánské rezervace Brokenhead 4, je podle censu osmou největší metropolitní oblastí s 694 668 obyvateli. Winnipežské kulturní organizace a festivaly zahrnují Královský winnipežský balet, Manitobskou operu, Le Cercle Molière, Festival du Voyageur a Folklorama. Profesionální sportovní kluby z Winnipegu zahrnují Winnipeg Blue Bombers, Winnipeg Goldeyes, Winnipeg Jets a Manitoba Moose.

## Dějiny

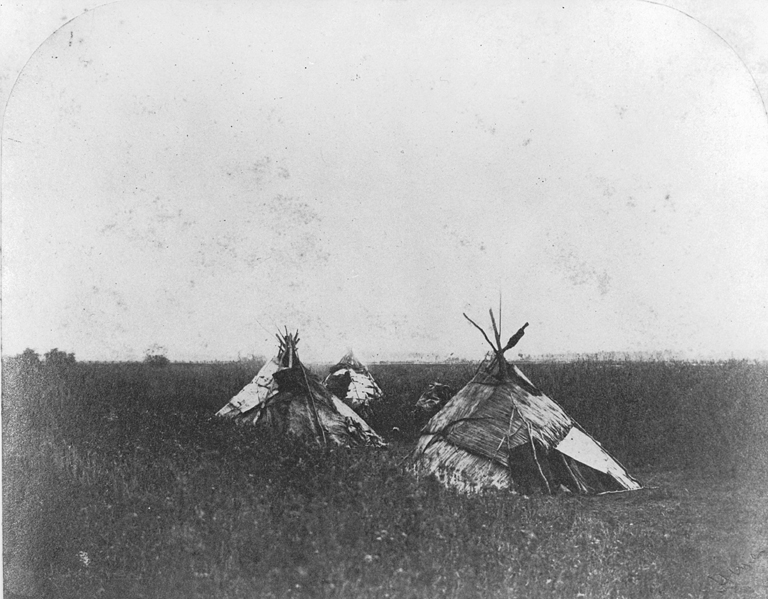
Humphrey Lloyd Hime: Týpí na prérii nedaleko Kolonie u řeky Red, 1858

Winnipeg leží na soutoku řek Red a Assiniboine, místě známém jako "The Forks". Tento bod býval křižovatkou tras kánoí, po nichž cestovaly indiánské kmeny ještě před tím, než se dostali do kontaktu s Evropany. Jméno Winnipeg je transkripcí západokríjského slova wi-nipe-k znamenajícího "blátivé vody"; celý kraj byl osídlen po celá tisíciletí indiánským obyvatelstvem. Učenci díky archeologii, petroglyfům, skalnímu umění a orální historii zjistili, že domorodé národy tuto oblast využívaly k táboření,lovu, rybolovu, výrobě nástrojů, obchodu a o něco dál na sever i k zemědělství.
Jak se ukázalo, ještě před příchodem Evropanů se indiáni již zabývali rolnickými aktivitami v údolí řeky Red, poblíž současného Lockportu, kde byla pěstována kukuřice a další plodiny. Řeky zajišťovaly extenzivní síť dopravních cest, jež spojovala mnohé zdejší kmeny, včetně Anishinaabe, Assiniboinů, Odžibvejů, Siouxů či Kríů. Řeka Red spojovala pradávné severní národy s těmi na jihu podél řeky Missouri a Mississippi (řeka). Odžibvejové vytvořili několik prvních map oblasti na březové kůře, která pomáhala lovcům kožešin při proplouvání vodními cestami v této krajině.

### Osídlení

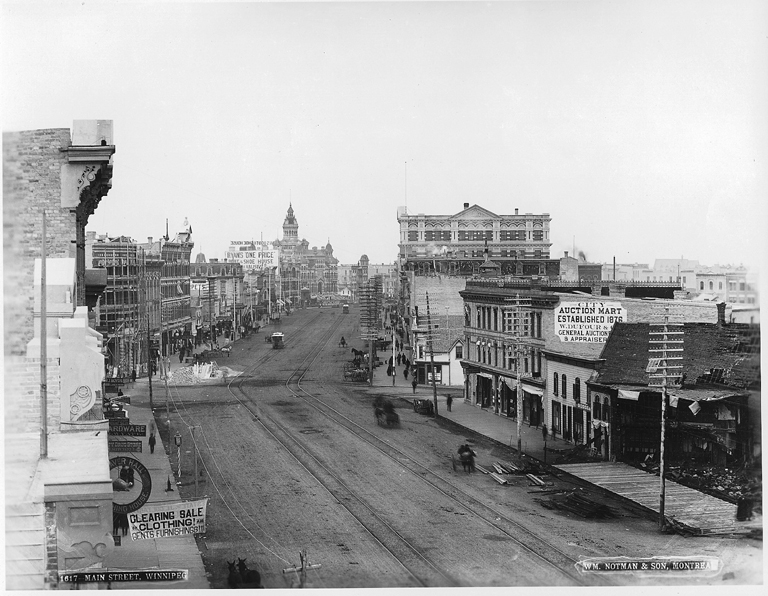
Hlavní ulice v roce 1887 (pohled od třídy Pioneer Avenue na sever)

První francouzský důstojník dorazil do oblasti v roce 1738. Sieur de La Vérendrye postavil první kožešinovou obchodní stanici na místě zvaném Fort Rouge. Francouzsky hovořící obchodníci zde pokračovali v činnosti několik desetiletí, než zde byl zaveden monopol britské Společnosti Hudsonova zálivu. Mnoho Francouzů a později i Britů, kteří se zabývali lovem kožešinové zvěře, se oženilo s indiánskými ženami; jejich rasově smíšené děti, Métisové, lovili, obchodovali a žili v celé této oblasti.
Lord Selkirk byl prvním, který se zabýval myšlenkou trvalého a stálého zemědělského osídlení oblasti (to je známé pod jménem Red River Colony). Koupil zemi od Společnosti Hudsonova zálivu a je spojen s prozkoumáváním a vyměřováním mnoha místních řek na začátku 19. století. Severozápadní společnost postavila roku 1809 a Společnost Hudsonova zálivu pak vystavěla Fort Douglas v roce 1812. Obě společnosti spolu ostře, tvrdě a intenzivně soutěžily o nadvládu nad obchodem v této oblasti. Métisové a osadníci Lorda Selkirka proti sobě bojovali v bitvě u Sedmi dubů v roce 1816. Roku 1821 byly společnosti spolu sloučeny, čímž bylo ukončeno období dlouhotrvající rivality. Fort Gibraltar, stojící na místě dnešního Winnipegu, byla v roce 1822 přejmenována na Fort Garry a stala se nejdůležitější obchodní stanicí v regionu. Pevnost byla zničena povodní v roce 1826, ale nebyla znovuvybudována až do roku 1835. Pevnost byla řadu let sídlem guvernéra Společnosti Hudsonova zálivu. Přestavěná sekce pevnosti, skládající se z přední brány a části hradby, se dá nalézt poblíž současného rohu Hlavní ulice a třídy Broadway Avenue v jádru centra Winnipegu.

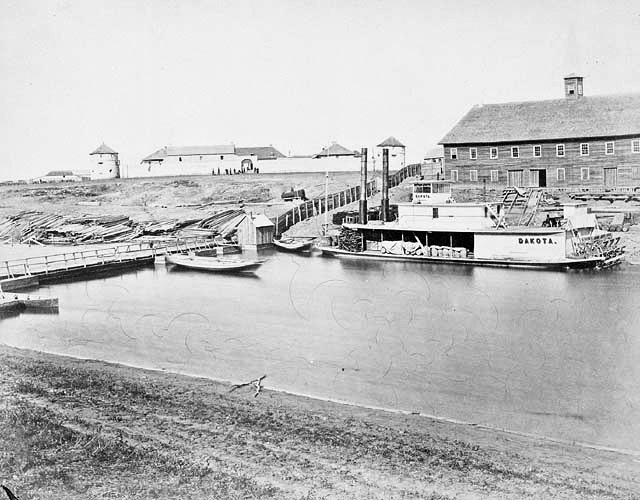
Přístav parníků u místa zvaného the Forks, s pevností Upper Fort Garry v pozadí, raná 70. léta 19. století

V letech 1869–70 byl Winnipeg místem, kolem nějž se soustředilo povstání zvané Red River Rebellion, konflikt mezi métiskou místní prozatímní vládou vedenou Louisem Rielem a nově příchozími z východní Kanady. Poltačit povstání byl vyslán generál Garnet Wolseley. V důsledku povstání byla v roce 1870 zákonem zvaným Manitoba Act vydlážděna cesta ke vstupu Manitoby do Kanadské konfederace jako její pátá provincie. Dne 8. listopadu 1873 byl Winnipeg inkorporován jako město. Manitoba and Northwest Territories legislator James McKay named the settlement.

## Slavní rodáci
- Louis Slotin (1910–1946), kanadský fyzik a chemik, pracoval v rámci projektu Manhattan
- Terry Sawchuk (1929–1970), kanadský hokejový brankář ukrajinského původu, čtyřnásobný držitel Stanley Cupu
- Randy Bachman (* 1943), kanadský rockový hudebník, člen skupiny The Guess Who a Bachman–Turner Overdrive
- Terry Fox (1958–1981), kanadský sportovec, humanitář a aktivista, běžec Maratonu naděje
- Ralph Krueger (* 1959), bývalý kanadsko-německý lední hokejista a později hokejový trenér
- Clara Hughesová (* 1972), bývalá kanadská rychlobruslařka a cyklistka, olympijská medailistka z LOH i ZOH
- Daniel Gillies (* 1976), kanadsko-novozélandský herec
- Cindy Klassenová (* 1979), bývalá kanadská rychlobruslařka, několikanásobná olympijská medailistka a mistryně světa
- Patrick Sharp (* 1981), bývalý kanadský hokejový útočník, trojnásobný držitel Stanley Cupu, zlatý olympijský medailista
- Anna Paquin (* 1982), kanadsko-novozélandská herečka, držitelka Oscara
- Duncan Keith (* 1983), bývalý kanadský hokejový obránce
- Alexander Steen (* 1984), bývalý švédský profesionální hokejový útočník
- Eric Radford (* 1985), kanadský krasobruslař
- Jonathan Toews (* 1988), kanadský hokejový útočník, trojnásobný držitel Stanley Cupu, mistr světa a dvojnásobný zlatý olympijský medailista

## Partnerská města
- Beerševa, Izrael (1984)
- Čcheng-tu, Čína (1988)
- Čindžu, Jižní Korea (1992)
- Kuopio, Finsko (1982)
- Lvov, Ukrajina (1973)
- Manila, Filipíny (1979)
- Minneapolis, USA (1973)
- Rejkjavík, Island (1971)
- San Nicolás de los Garza, Mexiko (1999)
- Setagaja, Japonsko (1970)
- Tchaj-čung, Tchaj-wan (1982)